# Gare de Mers Sultan
La gare de Mers Sultan est une gare ferroviaire marocaine, située à Casablanca.

## Service des voyageurs

### Intermodalité
A 400 mètres au sud de la gare se trouvent :
- l'arrêt de tramway El Fida de la ligne  T2

- l'arrêt de bus Casabus Mosquée el Hoda des lignes  16   20   38   67   72   81   106  et l'arrêt Rachad des lignes  16   22   38    60   63   67   75   97  97B  143